# Elżbieta Stuart

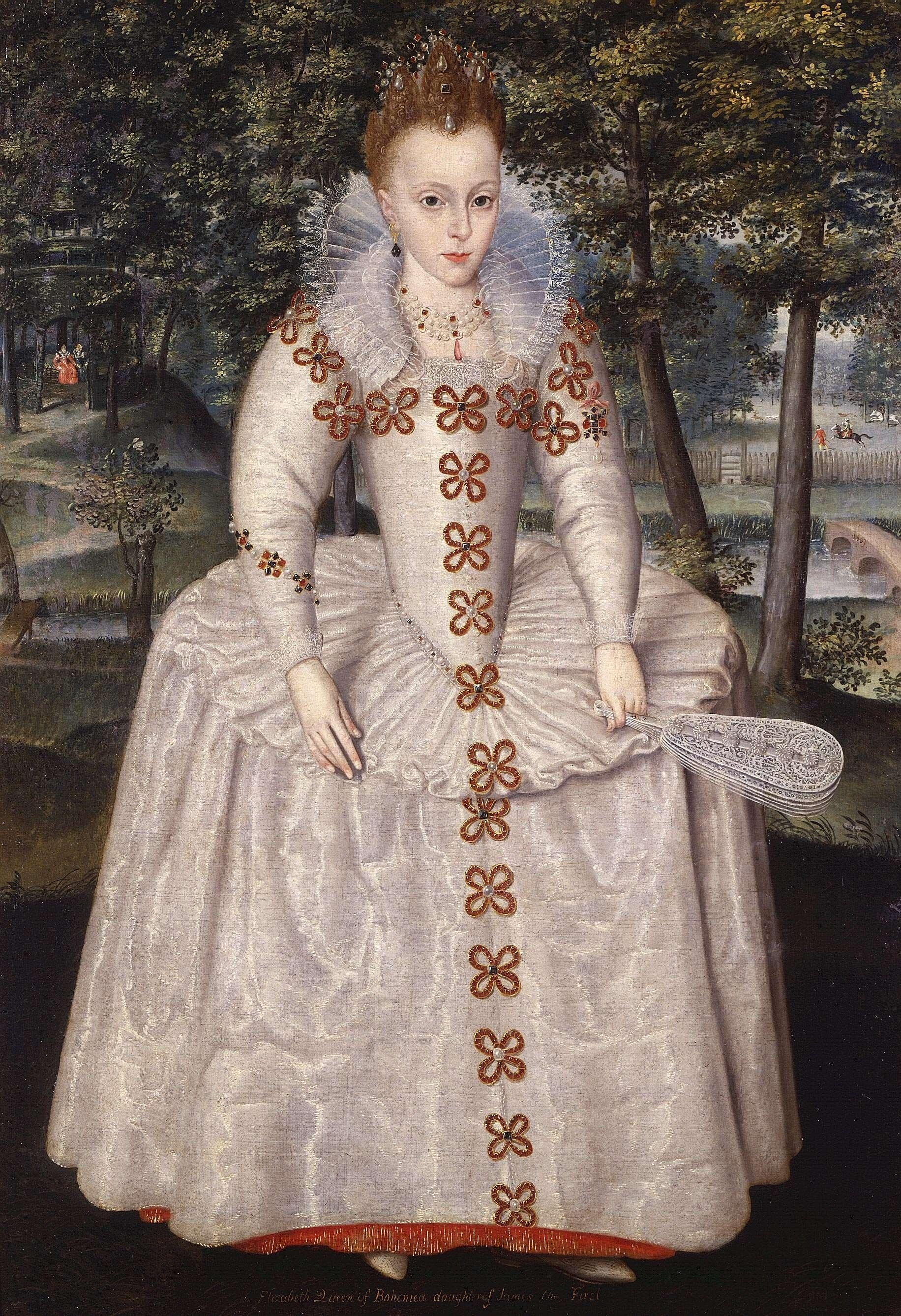
Elżbieta Stuart jako dziecko

Elżbieta Stuart (ur. 19 sierpnia 1596 w Dunfermline, zm. 13 lutego 1662 w Londynie) – księżniczka angielska i szkocka, elektorowa Palatynatu Reńskiego, królowa Czech.
Urodziła się w pałacu Falkland, w Fife, jako najstarsza córka króla Szkocji i późniejszego króla Anglii – Jakuba Stuarta, i królowej Anny Duńskiej. Była starszą siostrą późniejszego króla Karola I. Po wymarciu dynastii Stuartów w 1714 tron Anglii odziedziczyli jej bezpośredni potomkowie – władcy Hanoweru (dynastia hanowerska).
Elżbieta została nazwana na cześć królowej Anglii – Elżbiety I, ponieważ jej ojciec chciał przypochlebić się starej władczyni, po której śmierci miał nadzieję odziedziczyć królestwo. Kiedy Elżbieta miała 6 lat, w 1603, jej sławna imienniczka zmarła i ojciec rzeczywiście został królem Anglii, a to uczyniło z jego małej córki atrakcyjną kandydatkę na żonę.

## Małżeństwo
14 lutego 1613 poślubiła Fryderyka V, elektora Palatynatu Reńskiego, i zamieszkała w Heidelbergu. Fryderyk był dowódcą protestanckiego przymierza w Cesarstwie Rzymskim Narodu Niemieckiego, znanego jako Unia Ewangelicka. Elżbieta została jego żoną, aby przypieczętować przyjaźń jej ojca z protestanckimi książętami niemieckimi. Elżbieta i Fryderyk mieli 13 dzieci:
1. Fryderyka Henryka (1614–1629),
2. Karola Ludwika (1617–1680), od 1648 elektora Palatynatu,
3. Elżbietę (1618–1680), opatkę klasztoru, filozofkę i korespondentkę Kartezjusza,
4. Ruperta (1619–1682), bohatera Angielskiej Wojny Domowej,
5. Maurycego (1620–1652), który brał udział w Angielskiej Wojnie Domowej,
6. Luizę Hollandynę (1622–1709),
7. Ludwika (1624–1625),
8. Edwarda (1625–1663) – hrabiego palatyna i księcia Palatynatu-Simmern,
9. Henriettę Marię (1626–1651),
10. Jana Filipa Fryderyka (1627–1650),
11. Charlottę (1628–1631),
12. Zofię (1630–1714), żonę Ernesta Augusta elektora Hanoweru, matkę Jerzego I Hanowerskiego – króla Wielkiej Brytanii i Irlandii,
13. Gustawa Adolfa (1632–1641).

## Zimowa Królowa

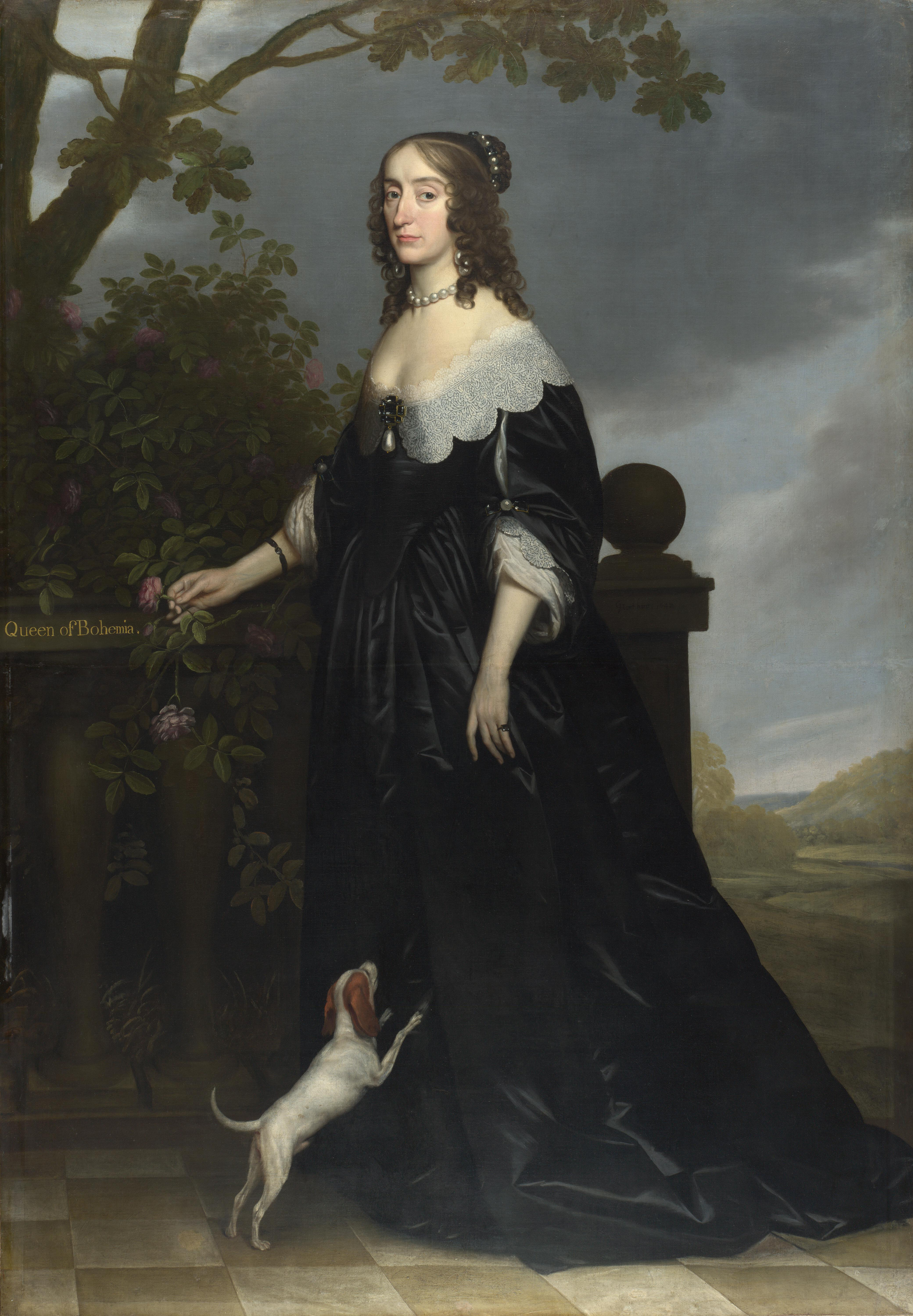
Gerrit van Honthorst, Elżbieta, królowa Czech

W 1619 Fryderykowi zaoferowano koronę Czech, a ten się zgodził. Rządził jednak bardzo krótko i Elżbieta stała się znana jako Zimowa królowa. Czasem zwano ją również Królową Serc, ponieważ była bardzo popularna. Para zmuszona została do udania się na wygnanie i zamieszkała w Hadze, gdzie w 1632 Fryderyk zmarł.
Elżbieta pozostała w Holandii, nawet po tym, jak jej syn, Karol I Ludwik, odziedziczył stanowisko swojego ojca jako elektor Palatynatu Reńskiego w 1648. Po restauracji monarchii Stuartów w Anglii Elżbieta udała się do Londynu w odwiedziny do swojego bratanka, Karola II, i tam zmarła.
Jej córka znana później jako Zofia Hanowerska i jej potomkowie, na mocy angielskiego Act of Settlement z 1701 r. zostali następcami tronu angielskiego, tak więc wszyscy królowie Wielkiej Brytanii, począwszy od Jerzego I Hanowerskiego, są potomkami Elżbiety Stuart.